# Italienisch-osttimoresische Beziehungen
Die italienisch-osttimoresischen Beziehungen beschreiben das zwischenstaatliche Verhältnis von Italien und Osttimor.

## Geschichte
Die Portugiesen landeten erstmals 1515 auf Timor in der heutigen osttimoresischen Exklave Oe-Cusse Ambeno. Die erste genauere Beschreibung der Insel stammte aber erst aus dem Jahr 1522 vom Italiener Antonio Pigafetta, der am 26. Januar an Bord des spanischen Schiffs Victoria nahe Batugade anlandete und für 18 Tage blieb.
Am 7. Dezember 1975 besetzte Indonesien Osttimor, dass sich neun Tage vorher einseitig von Portugal für unabhängig erklärt hatte. Mit der Coordinamento Italiano dei Gruppi di Solidarieta con il Popolo Timorese, No Peace without Justice und der Latin American and Mediterranean Coalition for East Timor (LAMCET) gab es in Italien drei Nichtregierungsorganisationen, die sich für die Unabhängigkeit Osttimors von Indonesien einsetzten. Italien beteiligte sich auch an den Internationalen Streitkräften Osttimor (INTERFET), die nach Abzug der Indonesier 1999 das Land befriedeten. Bei der letzten Gewaltwelle kam auch die italienische Nonne Erminia Cazzaniga am 25. September 1999 ums Leben  (siehe: Lospalos-Fall).
2006 besuchten Osttimors Premierminister José Ramos-Horta und sein Außenminister José Luís Guterres Italien.

## Diplomatie

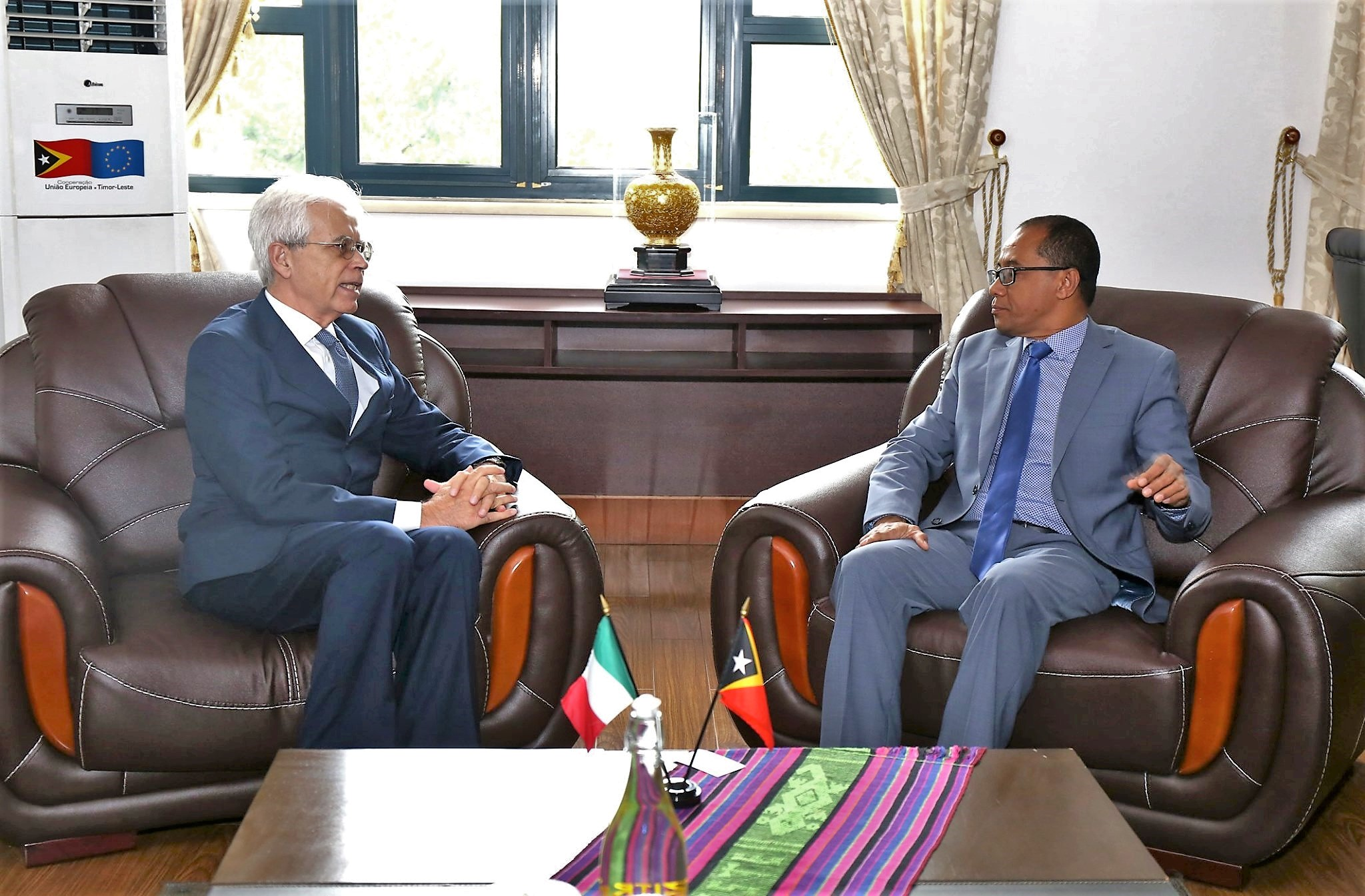
Italiens Botschafter Vittorio Sandalli und Osttimors Außenminister
Dionísio Babo (2019)

Der italienische Botschafter in Osttimor durch seinen Botschafter im indonesischen Jakarta vertreten.
Osttimor unterhält eine Botschaft beim Heiligen Stuhl in Rom, die sich außerhalb des Vatikans befindet.

## Wirtschaft
Laut dem Statistischen Amt Osttimors exportierte Italien 2018 Handelsgüter im Wert von 275.000 US-Dollar (2016: 276.000 US-Dollar) nach Osttimor. Es lag damit auf Platz 35 (2016: Platz 30) der Rangliste der Importeure Osttimors. Exporte von Osttimor nach Italien hatten 2018 einen Wert von 254.772 US-Dollar (2016: 78.000 US-Dollar). Dabei handelte es sich ausschließlich um 139.200 kg Kaffee (2016: 30.840 kg für 58.200 US-Dollar). Damit liegt Italien bei den Exportzielen Osttimors auf Platz 12, bei Kaffee allein auf Platz 11.

## Einreisebestimmungen
Staatsbürger Osttimors sind von der Visapflicht für die Schengenstaaten befreit. Auch italienische Staatsbürger genießen Visafreiheit in Osttimor.

## Sonstiges
Die Osttimoresischen Alpinen Skimeisterschaft 2018 fand am 12. und 13. März im italienischen Santa Caterina Valfurva statt.